# رایموند دکورته
رایموند دکورته (انگلیسی: Raymond Decorte; ۱۷ مارس ۱۸۹۸ – ۳۰ مارس ۱۹۷۲) دوچرخه‌سوار اهل بلژیک بود.